# Musa Amul Nyassi
Musa Amul Nyassi (* um 1969) ist ein gambischer Politiker.

## Leben
| Parlamentswahl | Stimmen | Stimmanteil |
| -------------- | ------- | ----------- |
| 2017           | 4.161   | 88,48 %     |

Am 5. Mai 2016 wurde Musa Amul Nyassi im Kabinett von Yahya Jammeh als Minister für Land und Regionalregierung (englisch Minister for Lands and Regional Government) berufen, er ersetzt in dieser Funktion Momodou Aki Bayo. Bayo wurde in den Auswärtigen Dienst als Diplomat versetzt. Nyassi war vor zuvor stellvertretender Gouverneur in der West Coast Region und Alkalo von Bwiam. Nach dem Yahya Jammeh die Präsidentschaftswahl Ende 2016 verloren hatte, stürzte die ehemalige Regierungspartei APRC in einer Krise. Im Februar 2017 wurde eine Initiative gebildet um die Partei zu festigen. Im sogenannten Komitee war auch Musa Amul Nyassi neben dem Mehrheitsführer im Parlament Fabakary Tombong Jatta, und die beiden Parlamentarier Netty Baldeh und Abdoulie Suku Singhateh.
Musa Amul Nyassi trat bei der Wahl zum Parlament 2017 als Kandidat der Alliance for Patriotic Reorientation and Construction (APRC) im Wahlkreis Foni Kansala in der West Coast Administrative Region an. Mit 88,48 % konnte er den Wahlkreis vor dem unabhängigen Kandidaten Ousman Marreh für sich gewinnen.
Als am 4. Juni 2018 Seedy S. K. Njie in der Funktion als Sprecher der Partei APRC zurückgetreten war, wurde Nyassi zum Nachfolger bestimmt.
Bei den Parlamentswahlen 2022 erhielt Nyassi 1057 Stimmen (18,30 %) im Wahlkreis Foni Kansala und verlor sein Mandat an den parteilosen Kandidaten Almameh Gibba (* 1983), der 3513 Stimmen (60,82 %) für sich gewinnen konnte.

## Auszeichnungen und Ehrungen
- 2016 – July 22nd Revolution Award[7]